# Hans von Salmuth
Hans von Salmuth (n. 11 noiembrie 1888, Metz, Imperiul German – d. 1 ianuarie 1962, Heidelberg, RFG) a fost un general german, condamnat pentru crime de război săvârșite în timpul celui de-al Doilea Război Mondial. A comandat mai multe armate pe Frontul de Est și Armata a 15-a în Franța în timpul Debarcării din Normandia. După război, el a fost judecat în procesul înalților comandanți militari naziști din cadrul proceselor ulterioare de la Nürnberg. A fost găsit vinovat pentru săvârșirea de crime de război și crime împotriva umanității și a fost condamnat la 20 de ani de închisoare. A fost eliberat în 1953.

## Începutul carierei militare
Hans von Salmuth s-a înrolat în Armata Germană în 1907 și a luptat în Primul Război Mondial. A servit în perioada interbelică în Reichswehr și apoi în Wehrmacht, îndeplinind funcția de șef al statului major al Corpului de Armată II din 1934 până în 1937. A fost numit apoi șef al statului major al Comandamentului Grupului I de Armate. În 1938 a fost transferat ca șef al statului major al Armatei a 2-a. 

## Activitatea sa în cel de-al Doilea Război Mondial
În 1939 a devenit șef al statului major al Grupului de Armate Nord, comandat de generalul Fedor von Bock, în timpul invadării Poloniei. Salmuth a continuat în funcția de șef al Statului Major al lui Bock, când acesta din urmă a primit comanda Grupului de Armate B pentru invazia Belgiei și Franței, în mai 1940. În iulie 1940 Salmuth a fost decorat cu Crucea de Cavaler al Crucii de Fier. La 1 august 1940 a fost înaintat la gradul de general-locotenent.
În 1941 Salmuth a fost trimis pe Frontul de Est în calitate de comandant al Corpului de Armată XXX. A participat la acțiunile militare din cadrul Operațiunii Barbarossa și a luat parte la Bătălia de la Sevastopol. La fel ca toate corpurile germane de pe Frontul de Est, corpul lui Salmuth a pus în aplicare Directiva pentru tratamentul comisarilor politici sovietici. A fost decorat pe 19 septembrie 1941 cu Ordinul „Mihai Viteazul” cl. III-a „pentru destoinicia, devotamentul și bravura personală de care au dat dovadă în luptele contra bolșevicilor în colaborare cu trupele române”. În 1942 Salmuth a fost numit comandant interimar al Armatei a 17-a (20 aprilie - 1 iunie 1942). Pentru o scurtă perioadă de timp, din 6 iunie 1942 până în 15 iulie 1942, a fost repartizat comandant al Armatei a 4-a, înlocuindu-l pe fostul comandant, Gotthard Heinrici, care plecase în concediu. La mijlocul lunii iulie 1942 a primit comanda Armatei a 2-a.
În ianuarie 1943 Salmuth a fost înaintat la gradul de Generaloberst (general-colonel), cel de-al doilea grad ca importanță din cadrul Wehrmacht-ului. La acea vreme, el era implicat în Operațiunea Voronej-Kastornoe, în care Armata a 2-a a fost distrusă aproape complet. La 3 februarie 1943 a primit comanda Armatei a 4-a, pe care a deținut-o până în iulie 1943. În august 1943 Salmuth a fost mutat pe Frontul de Vest în calitate de comandant al Armatei a 15-a, care se afla staționată la Pas-de-Calais (Franța). A fost eliberat de la comandă la sfârșitul lunii august 1944, după dezintegrarea liniei frontului german în urma debarcării aliaților în Normandia (Operațiunea Cobra), fără a mai primi o comandă.

## Judecarea și condamnarea sa
Salmuth a fost judecat în Procesul înalților comandanți militari naziști din cadrul proceselor ulterioare de la Nürnberg. A fost găsit vinovat pentru crime de război și de crime împotriva umanității, inclusiv pentru uciderea și maltratarea prizonierilor de război sovietici și pentru uciderea, deportarea și luarea de ostatici a civililor din țările ocupate. Generalul Salmuth a fost condamnat la 20 de ani de închisoare. Sentința sa a fost revizuită în 1951, fiind redusă la 12 ani de închisoare și antedatată ca fiind pusă în aplicare din iunie 1945. Salmuth a fost eliberat în 1953.
Hans von Salmuth a murit în 1962.

## Funcții de comandă
- Corpul de Armată XXX - 10 mai 1941 - 27 decembrie 1941
- Armata a 17-a - 20 aprilie 1942 - 1 iunie 1942
- Armata a 4-a - 6 iunie 1942 - 15 iulie 1942
- Armata a 2-a - 15 iulie 1942 - 3 februarie 1943
- Armata a 4-a - c. iunie 1943 - 31 iulie 1943
- Armata a 15-a - 1 august 1943 - 25 august 1944

## Decorații
- Crucea de Cavaler al Crucii de Fier (19 iulie 1940), în calitate de Generalleutnant și șef al statului major al Heeresgruppe B[7]
- Ordinul Militar „Mihai Viteazul” cl. III-a (19 septembrie 1941)[5]

## Legături externe
- US Military Tribunal Nuremberg (1948). „High Command Trial, Judgment of 27 October 1948” (PDF). Accesat în 30 mai 2016.

| Lideri militari                                             | Lideri militari                                                        | Lideri militari                           |
| ----------------------------------------------------------- | ---------------------------------------------------------------------- | ----------------------------------------- |
| Predecesor: Generaloberst Hermann Hoth                      | Comandant al Armatei a 17-a (17. Armee) 20 aprilie 1942 – 31 mai 1942  | Succesor: Generaloberst Richard Ruoff     |
| Predecesor: Generaloberst Gotthard Heinrici                 | Comandant al Armatei a 4-a (4. Armee) 6 iunie 1942 - 15 iulie 1942     | Succesor: Generaloberst Gotthard Heinrici |
| Predecesor: General Maximilian Reichsfreiherr von Weichs    | Comandant al Armatei a 2-a (2. Armee) 14 iulie 1942 - 3 februarie 1943 | Succesor: General Walter Weiss            |
| Predecesor: Generaloberst Gotthard Heinrici                 | Comandant al Armatei a 4-a (4. Armee) iunie 1943 - 31 iulie 1943       | Succesor: Generaloberst Gotthard Heinrici |
| Predecesor: General Heinrich von Vietinghoff gennant Scheel | Comandant al Armatei a 15-a (15. Armee) 8 august 1943 - 24 august 1944 | Succesor: General Gustav-Adolf von Zangen |